# Auguste Beauvillain
Pour les articles homonymes, voir Beauvillain.
Auguste Beauvillain, né le 27 décembre 1878 à Caudry (Nord) et décédé le 9 février 1957 dans la même ville, un homme politique français.

## Biographie
Auguste Arthur Beauvillain est né de Auguste Beauvillain, tulliste et de Lucie Bracq, ménagère. Il épouse Augusta Marie Léontine Hutin le 18 avril 1934 à Caudry.
Il effectue son service militaire à partir de 1900 au 3e régiment de hussards. Il devient Hussard de première classe le 11 juin 1902.
Devenu maire de sa ville natale en 1919, il est élu député du Nord en 1924, mais il est battu dans la 1re circonscription de Cambrai en 1928.
Cependant il est réélu en 1936, lors des élections législatives qui voient le triomphe du Rassemblement populaire dans la 2e circonscription de Cambrai. Le 10 juillet 1940, il vote en faveur de la remise des pleins pouvoirs au maréchal Pétain. Il conserve son poste de maire jusqu'en 1942.
Il est inéligible après la Seconde Guerre mondiale (ordonnance du GPRF du 21 avril 1944).

## Sources
- « Auguste Beauvillain », dans le Dictionnaire des parlementaires français (1889-1940), sous la direction de Jean Jolly, PUF, 1960 [détail de l’édition]